# Jean Beleth
Jean Beleth, ou en latin Johannes Belethus, probablement né au début du XIIe siècle et mort en 1182 ou 1185, est un théologien, liturgiste et sermonnaire français.

## Biographie
On sait peu de choses de la vie de Jean Beleth. On ne connaît ni la date de sa naissance ni celle de sa mort. On sait juste qu'il vécut au XIIe siècle. On sait d'Albéric qu'il fut attaché à l'église d'Amiens, et de Henri de Gand qu'il enseigna la théologie à l'université de Paris. On le range aux côtés des quatre principaux disciples de Gilbert de La Porrée, avec Yves de Chartres, Jourdain Fantosme et Nicolas d'Amiens. Jean Beleth a résidé dans les villes d'Amiens, de Paris et de Poitiers peut-être.

## Œuvres
- Rationale divinorum officiorum, manuscrit (MS 95) en ligne sur Overnia.
- Summa de ecclesiasticis officiis

## Sources
- Collectif, Histoire littéraire de la France : XIIe siècle, volume XIV, Paris, 1817 (texte en ligne)